# SEAT Marbella
De Seat Marbella is gebaseerd op de Seat Panda en geproduceerd door SEAT in Spanje van het najaar van 1986 tot eind 1998.

## Geschiedenis
Voor 1986 bouwde Seat de Fiat Panda in licentie. Vanaf 1986 werden alle betrekkingen tussen Fiat en Seat verbroken. Fiat had Seat voor de rechter gedaagd vanwege plagiaat van zijn modellen, de Seat 127 was met minimale veranderingen omgedoopt tot Seat Fura en de Seat Ronda was nauw verwant aan de Fiat Ritmo. Het Spaanse bedrijf wilde niet opnieuw risico lopen en onderhandelde met Fiat over de voortzetting van de licentie gedurende 10 jaar voor de productie van de Panda, die omgedoopt zou worden tot Marbella, genoemd naar de Spaanse badplaats Marbella. 
Fiat gaf Seat deze licentie omdat ondertussen de Fiat Panda veel was geëvolueerd en het Italiaanse model technologisch gezien weinig meer te maken had met de eerste versie van de Panda die Seat verder wilde produceren. De technische wijzigingen van de Fiat Panda begin 1986, die voornamelijk betrekking hadden op de ophanging en de introductie van de nieuwe Fire-motoren, werden niet overgenomen op de Marbella. De verschillen tussen een Panda en een Marbella zijn het ontwerp van de voor- en achterkant van de auto, met name de koplampen.
Mechanisch is er veel gebruikt uit het Fiat-onderdelenmagazijn. De motor en transmissie zijn afkomstig van de Fiat 127. Het is een viercilinder met 40 pk (30 kW) en 903 cc. Het gemiddeld brandstofverbruik bedroeg 6,7 l/100 km, de tankinhoud was 32 liter.
Vanaf 1986 werd de Marbella ook geëxporteerd naar diverse Europese markten. De Seat Panda werd niet buiten Spanje verkocht. Er zijn verscheidene uitvoeringen en actiemodellen geweest, zoals de Marbella L, Marbella Fun, Marbella Del Sol, Marbella Special, Marbella Colors, Marbella XL, Marbella GL, Marbella GLX, Marbella Special S2 en de Marbella Brisa.
Het rijgedrag van de Marbella was minder comfortabel dan de nieuwe generatie Panda maar de Marbella was daardoor ook iets goedkoper, wat nog voldoende kopers over de streep trok om het verouderde model in het Seat-programma te handhaven. Seat zou, ondanks de geleidelijke integratie in de Volkswagen-groep, tot eind 1998 de productie van de Marbella voortzetten. In 1998 maakt de Marbella plaats voor de Seat Arosa, een Volkswagen-ontwerp.

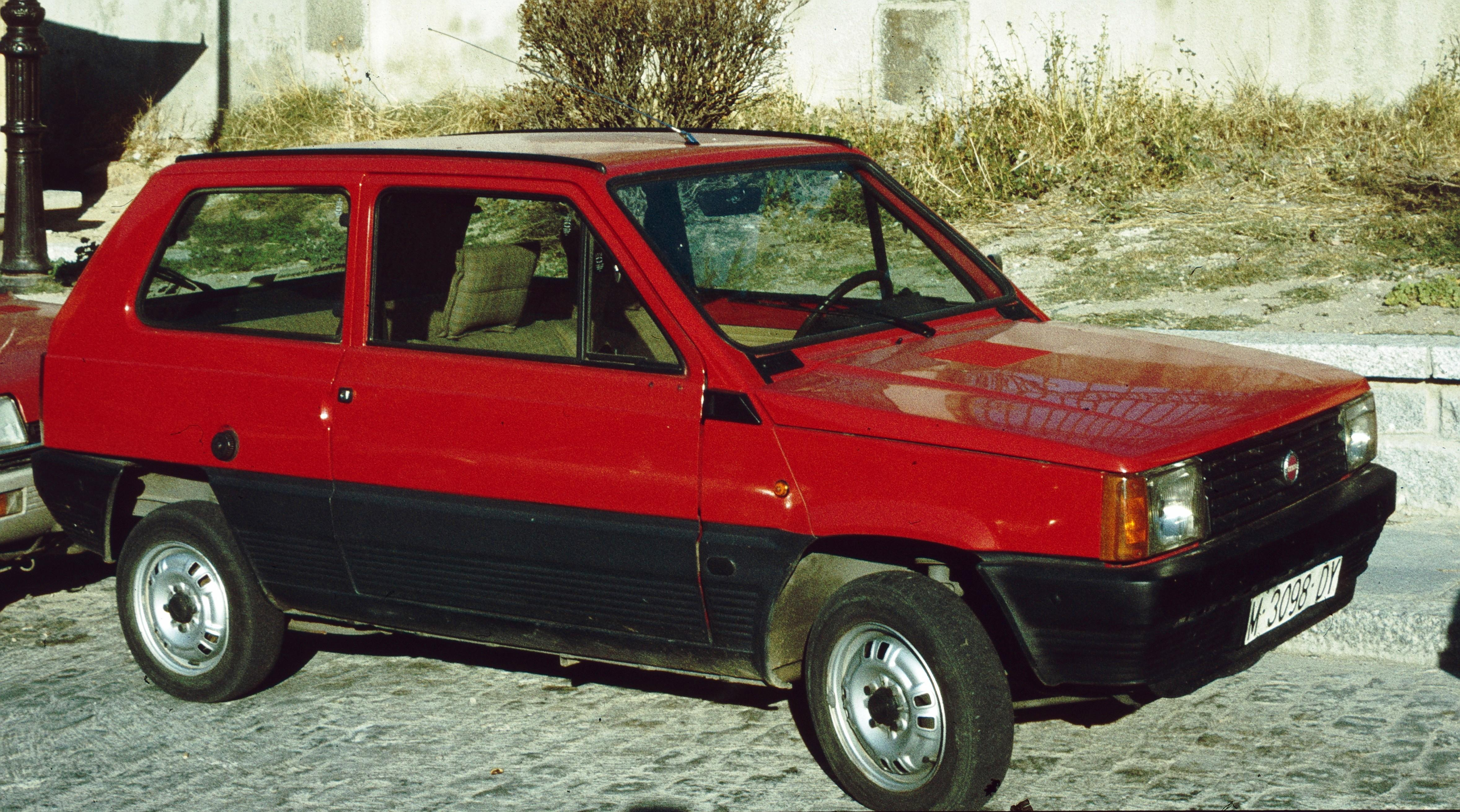
Seat Panda
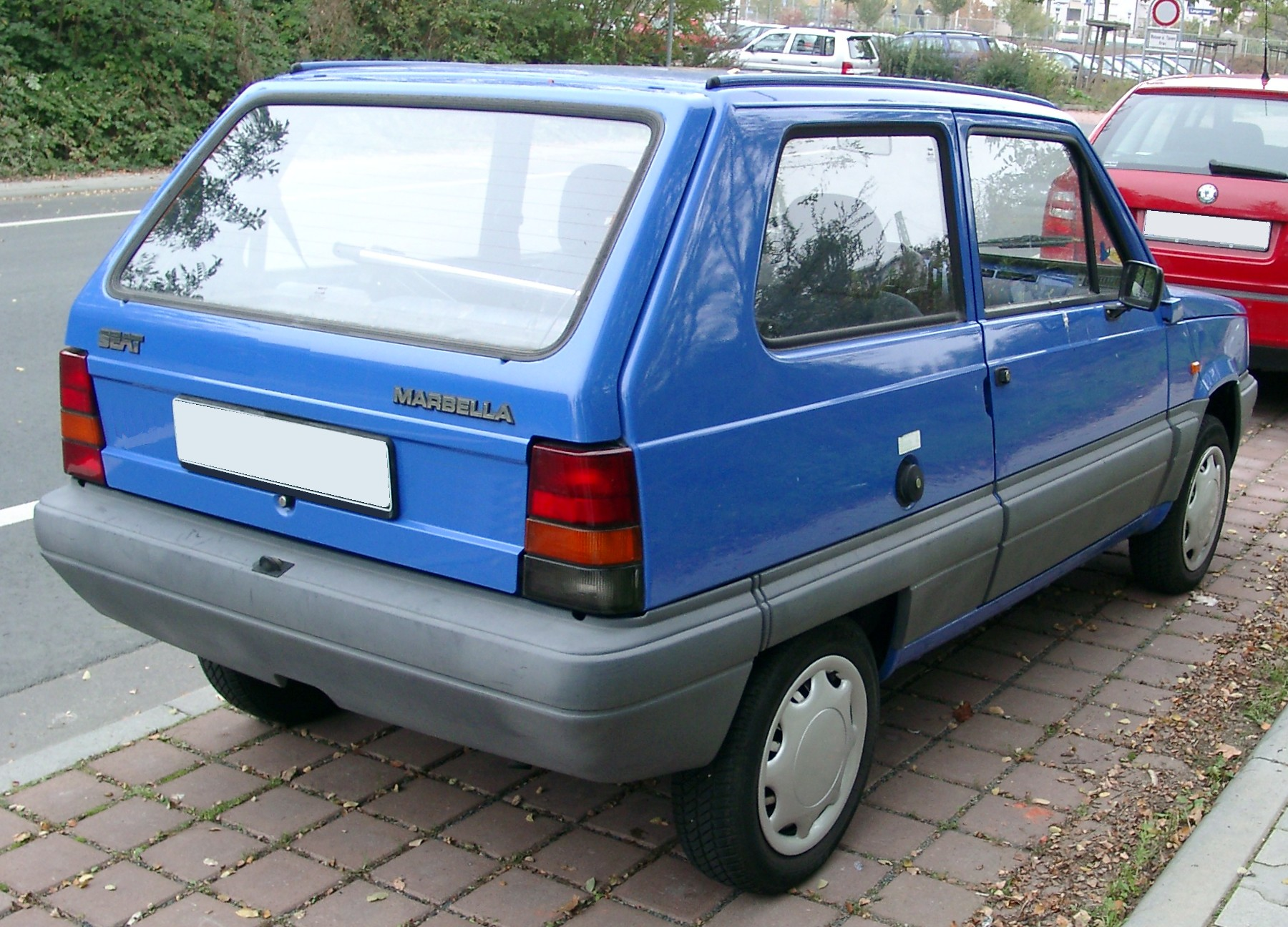
Seat Marbella, achteraanzicht

### Seat Terra
Van de Marbella verscheen ook een bestelwagen-variant: de Terra. Deze bestelwagen werd tot 1986 gebouwd op basis van de Seat Panda en "profiteerde" daarna van dezelfde evolutie als Marbella, de Seat Trans werd omgedoopt tot Terra. De Terra werd geproduceerd van 1987 tot 1996, toen het model werd vervangen door zijn opvolger, de Seat Inca.
Huidige modellen:
Ibiza · 
Arona ·
Leon ·  
Ateca ·
Tarraco
Oudere modellen:
600 · 
850 · 
1200 · 
1400 · 
1430 · 
1500 · 
124 · 
127 · 
128 · 
131 · 
132 · 
133 · 
Ritmo · 
Ronda · 
Fura · 
Málaga · 
Panda · 
Marbella · 
Terra · 
Inca · 
Arosa · 
Córdoba · 
Toledo · 
Altea (XL) · 
Exeo · 
Alhambra ·
Mii